# Tamaș Csicsaky
Tamaș Csicsaky (* 4. Juni 1980) ist ein ehemaliger rumänischer Straßenradrennfahrer.
Tamaș Csicsaky gewann 2006 eine Etappe bei der Rumänien-Rundfahrt und er wurde Dritter in der Gesamtwertung des Memorial Dan Racasan. Im nächsten Jahr wurde er rumänischer Meister im Straßenrennen. Außerdem belegte er bei der Turul Dobrogei den zweiten Platz in der Gesamtwertung. In der Saison 2008 gewann Csicsaky den Prolog und eine Etappe beim Cupa Autoconstruct und wurde Zweiter der Gesamtwertung.
2014 beendete Csicsaky seine aktive Radsportlaufbahn. Seit 2018 ist er als Assistent des Sportlichen Leiters des UCI Continental Teams Team Novak tätig.

## Erfolge
2006
- eine Etappe Rumänien-Rundfahrt

2007
- Rumänischer Meister – Straßenrennen

## Teams
- 2009 Tusnad Cycling Team

- 2012 Tusnad Cycling Team